# The Eagle Has Landed Part III
The Eagle Has Landed Part III es el quinto álbum en vivo de la banda británica de heavy metal Saxon, publicado en 2006 por SPV/Steamhammer Records. Su grabación se llevó a cabo en las ciudades europeas de París, Berlín, Estocolmo, Londres y Hamburgo, entre otras e incluso en el festival alemán Wacken Open Air en su versión del año 2004.
Consta de dos discos: el primero grabado con el baterista Nigel Glockler tras su retorno a la banda a principios de 2005, luego de algunas operaciones al cuello que le significó su salida obligada a mediados de 1998. Mientras que el segundo cuenta con las canciones de la gira promocional Lionheart World Tour en el año 2004, junto con el baterista alemán Jörg Michael.

## Lista de canciones
Entreparéntesis la ciudad y año donde se grabó.

### Disco uno
| N.º | Título                                            | Duración |  |
| 1.  | «This Town Rocks» (Estocolmo, 2005)               | 4:53     |  |
| 2.  | «Backs to the Wall» (Núremberg, 2005)             | 3:28     |  |
| 3.  | «Redline» (Hamburgo, 2005)                        | 4:01     |  |
| 4.  | «Stand Up and Be Counted» (Berlín, 2005)          | 3:26     |  |
| 5.  | «Never Surrender» (Berlín, 2005)                  | 3:33     |  |
| 6.  | «Frozen Rainbow» (Fulda, 2005)                    | 6:49     |  |
| 7.  | «Suzie Hold On» (Núremberg, 2005)                 | 4:51     |  |
| 8.  | «Play it Loud» (Núremberg, 2005)                  | 4:27     |  |
| 9.  | «Warrior» (Núremberg, 2005)                       | 3:55     |  |
| 10. | «See the Light Shining» (Hamburgo, 2005)          | 6:45     |  |
| 11. | «To Hell and Back Again» (Hamburgo, 2005)         | 3:20     |  |
| 12. | «Stallions on the Highway» (Fulda, 2005)          | 3:06     |  |
| 13. | «Wheel of Steel» (Núremberg, 2005)                | 8:51     |  |
| 14. | «And the Bands Played On» (Wacken Open Air, 2004) | 3:51     |  |
| 15. | «Crusader» (Wacken Open Air, 2004)                | 7:04     |  |

### Disco dos
| N.º | Título                                              | Duración |  |
| 1.  | «The Return» (París 2004)                           | 1:41     |  |
| 2.  | «Lionheart» (Paris, 2004)                           | 6:04     |  |
| 3.  | «Man and Machine» (Londres, 2004)                   | 3:30     |  |
| 4.  | «Beyond the Grave» (Londres, 2004)                  | 4:55     |  |
| 5.  | «Searching for Atlantis» (Londres, 2004)            | 5:40     |  |
| 6.  | «To Live by the Sword Part I» (Londres, 2004)       | 2:04     |  |
| 7.  | «Unleash the Beast» (Londres, 2004)                 | 3:00     |  |
| 8.  | «T Live by the Sword Part II» (Londres, 2004)       | 1:31     |  |
| 9.  | «Flying on the Edge» (París, 2004)                  | 4:34     |  |
| 10. | «Jack Tars» (Kiel, 2004)                            | 0:54     |  |
| 11. | «English Man O War» (Kiel, 2004)                    | 4:19     |  |
| 12. | «Court of the Crimson King» (Kiel, 2004)            | 5:20     |  |
| 13. | «Broken Heroes» (Kiel, 2004)                        | 6:46     |  |
| 14. | «Dragon's Liar» (Kiel, 2004)                        | 3:32     |  |
| 15. | «Rock is Our Life» (Wacken Open Air, 2004)          | 5:11     |  |
| 16. | «Are We Travellers in Time» (Wacken Open Air, 2004) | 4:43     |  |
| 17. | «Solid Ball of Rock» (Wacken Open Air, 2004)        | 5:55     |  |

## Miembros
- Biff Byford: voz
- Paul Quinn: guitarra eléctrica
- Doug Scarratt: guitarra eléctrica
- Nibbs Carter: bajo
- Nigel Glockler: batería
- Jörg Michael: batería